# Betrayal – Der Tod ist ihr Geschäft
Betrayal – Der Tod ist ihr Geschäft (Originaltitel: Betrayal) ist ein US-amerikanischer Thriller von Regisseur Mark L. Lester aus dem Jahr 2003. Die Produktion kam am 1. August 2003 in die Kinos der Vereinigten Staaten. In Deutschland erschien das Werk am 28. Oktober 2003 direkt auf DVD.

## Handlung
Die Mafia-Auftragsmörderin Jayne liefert den Geldkoffer ihres letzten Opfers nicht bei ihrem Auftraggeber ab, sondern will mit ihm Los Angeles verlassen und ihren Geschäftspartner Alex in San Antonio treffen.
Als die alleinerziehende Mutter Emily ihre Hypothekenrate nicht bezahlen kann, versucht sich ihr sechzehnjähriger Sohn als Drogenkurier. Vor der Übergabe wird Kerry ausgeraubt. Da ihn sein Auftraggeber für einen Dieb hält, schießt er auf das Haus seiner Mutter. Daraufhin beschließt Emily, mit Kerry zu ihrer Mutter in San Antonio zu fahren.
Da Emilys Kreditkarte gesperrt ist, bekommt sie auf dem Bahnhof keine Fahrkarten und sie muss mit ihrem alten Auto fahren. Die Mafia sucht nach Jayne auf dem Bahnhof. Jayne erzählt Emily, sie müsse schnell zu ihrer schwer kranken Schwester kommen. Da sie keine Fahrkarte und keinen Mietwagen bekommen würde, suche sie eine Mitfahrgelegenheit gegen Bezahlung. Emily ist einverstanden, sie mitzunehmen.
Jayne erzählt auf Emilys Nachfrage hin, dass sie eine Auftragsmörderin mit einem gestohlenen Koffer sei. Emily und Kerry halten das für einen Scherz. Jayne wird auf einem Raststättenparkplatz beinahe von einem unaufmerksamen Autofahrer überfahren. Es reicht ihr nicht, seine Scheibe einzuschlagen und ihn durch Beschimpfungen in die Flucht zu schlagen. Sie tritt auf das Gaspedal von Emilys Auto, um den Autofahrer auch noch zu verfolgen. Daraufhin kommt es zum Streit zwischen Emily und Jayne und wenig später zu einer Autopanne. Jayne gelingt es, sich mit Emily zu versöhnen, indem sie es schafft, einen Abschleppwagen herauszuwinken und in einem Motel einen schnellen Reparaturservice und kostenlose Zimmer zu bekommen.
Als Kerry in Jaynes Zimmer herumstöbert, findet er den Geldkoffer und stiehlt ihn. Als Anhalter fährt er zurück nach Los Angeles, da er die Hypothekenschulden seiner Mutter bezahlen will. Jayne bemerkt das Fehlen des Koffers, nimmt Emily als Geisel und findet Kerrys Brief. Jayne kann mehrere Mafiosi erschießen, die sie in dem Motel aufgespürt haben. Jayne verspricht Emily, beide am Leben zu lassen, wenn sie in Los Angeles ihr Geld wieder bekommt. Emily kommt zu der Erkenntnis, dass Jayne ihr Versprechen nicht halten wird, um nicht von ihnen angezeigt zu werden. Mit Hilfe von Reizgas kann sie ohne Geld und Papiere aus Emilys gestohlenem Auto fliehen und sich verstecken. Sie wird von Alex, der gleichzeitig FBI-Agent und Jaynes Geschäftspartner ist, mitgenommen. Als sie ihn einweiht, bietet er ihr seine Hilfe an. Anstatt die Polizei von Los Angeles zu verständigen, ruft er Jayne an.
Als in den Fernsehnachrichten berichtet wird, das Jayne Emily als Geisel genommen hat, ruft Kerry den Polizisten Mark Winston an. Dieser steht auf der Lohnliste der Mafia und nimmt deren Oberhaupt Frank Bianci als Partner mit. Währenddessen behauptet Alex gegenüber Emily, er würde seit langem verdeckt gegen Jayne ermitteln, weil diese seinen ehemaligen Partner erschossen habe. Emily vertraut ihm aber nicht. Als Kerry gegenüber Frank misstrauisch wird, wollen sie ihn mit Waffengewalt zur Herausgabe des Geldes zwingen. Jayne erschießt beide. Als sie Polizeisirenen hört, nimmt sie Kerry als Geisel und flieht ohne das Geld auf ein verlassenes Fabrikgelände. Jayne ruft Alex an, der Emily zwingt, ihn mit dem Geld zum Fabrikgelände zu begleiten. Emily steckt heimlich eine Waffe ein und überwältigt Alex unterwegs. Jayne zwingt Emily, Alex freizulassen. Alex wirft ihr den offenen Geldkoffer entgegen, kann aber nicht so schnell wie Jayne schießen. Bei einem Handgemenge mit Jayne kann Emily ihr die Waffe abnehmen und sie erschießen. Emily bekommt eine Belohnung, will aber ihr Haus verkaufen. Alex überlebt und lädt sie zum Essen ein.

## Kritiken
„Road-Movie-Thriller mit geballter Frauenpower, der keine emanzipatorischen Positionen vertritt, immerhin aber solide inszenierten ‚Trash‘ liefert.“